# Maximum the Hormone
Maximum the Hormone (яп. マキシマムザホルモン) — японський музичний гурт, що грає в суміші стилів навколо ню-метал та хардкор-панку, утворений 1998 року в місті Хатіодзі. Гурт також відомий піснями, що були використані в аніме, найбільш відомим є Зошит смерті.

## Склад
- Дайсуке Цуда — скримінг, реп, гроулінг
- Нао Кавакіта — барабани, бек-вокал, вокал
- Ре Кавакіта — гітара, вокал, бек-вокал
- Футосі Уехара — бас-гітара, бек-вокал

## Дискографія
Студійні альбоми
- A.S.A. Crew (1999)
- Hō (2001)
- Mimi Kajiru (2002)
- Kusoban (2004)
- Rokkinpo Goroshi (2005)
- Bu-ikikaesu (2007)
- Yoshū Fukushū (2013)
- Mimi Kajiru Shinuchi (2015)